# Altenstadt an der Waldnaab
Altenstadt an der Waldnaab település Németországban, azon belül Bajorországban. Lakosainak száma 4709 fő (2023. december 31.).

## Népesség
A település népessége az elmúlt években az alábbi módon változott:
| Lakosok száma | 430  | 1366 | 3758 | 4217 | 4742 | 4752 | 4786 | 4786 | 4734 | 4709 |
|               | 1875 | 1950 | 1975 | 1987 | 2012 | 2014 | 2016 | 2017 | 2021 | 2023 |